# Pasadena (Maryland)
Pasadena és una concentració de població designada pel cens dels Estats Units a l'estat de Maryland. Segons el cens del 2000 tenia 12.093 habitants.

## Demografia
Segons el cens del 2000, Pasadena tenia 12.093 habitants, 4.339 habitatges, i 3.336 famílies. La densitat de població era de 630,1 habitants per km².
Dels 4.339 habitatges en un 37,5% hi vivien nens de menys de 18 anys, en un 65,5% hi vivien parelles casades, en un 8% dones solteres, i en un 23,1% no eren unitats familiars. En el 18,2% dels habitatges hi vivien persones soles el 5,4% de les quals corresponia a persones de 65 anys o més que vivien soles. El nombre mitjà de persones vivint en cada habitatge era de 2,78 i el nombre mitjà de persones que vivien en cada família era de 3,18.
Per edats la població es repartia de la següent manera: un 26,7% tenia menys de 18 anys, un 5,9% entre 18 i 24, un 32,6% entre 25 i 44, un 25,3% de 45 a 60 i un 9,6% 65 anys o més.
L'edat mediana era de 37 anys. Per cada 100 dones de 18 o més anys hi havia 94,5 homes.
La renda mediana per habitatge era de 68.205$ i la renda mediana per família de 81.052$. Els homes tenien una renda mediana de 43.949$ mentre que les dones 35.071$. La renda per capita de la població era de 26.626$. Entorn del 3,2% de les famílies i el 4,2% de la població estaven per davall del llindar de pobresa.

## Poblacions més properes
El següent diagrama mostra les poblacions més properes.